# Британник (судно)
«Брита́нник» (англ. HMHS Britannic — госпитальное судно Его Величества «Британник») — третье и последнее судно класса «Олимпик», заказанное компанией White Star Line («Уайт Стар Лайн», УСЛ) судостроительной компании «Харланд энд Вольф».  При строительстве получил номер 433.
До гибели «Андреа Дориа» в 1956 году спасательная операция на «Британнике» считалась одной из самых успешных.

## История постройки
С введением в эксплуатацию лайнеров «Олимпик» и «Титаник» «Уайт Стар Лайн» стала обладать самыми большими лайнерами в мире. Конкуренты из «Кунард Лайн» со своими «Мавританией» (прежде обладавшей этим титулом) и «Лузитанией» были полностью оставлены позади, когда 20 октября 1910 года «Олимпик» был спущен на воду («Мавритания», спущенная на воду в 1906 году, имела водоизмещение 31 938 тонн, а «Олимпик» был на 13 000 тонн больше, имея водоизмещение 45 324 тонны).
В дальнейшем, когда «Титаник» присоединился к своему собрату по флотилии «Уайт Стар Лайн», казалось, что понадобится много времени, чтобы превзойти их.
Но этим планам не суждено было осуществиться. Как только были заложены первые пластины киля «Олимпика» в декабре 1908 года, другие судоходные компании узнали об угрожающей ситуации и начали строить свои планы. «Кунард Лайн» решила превратить уже и так успешный дуэт в трио, построив «Аквитанию». Её киль был заложен через несколько дней после закладки «Титаника». Лайнер был предназначен для конкуренции в роскоши и размере с гигантом от «Уайт Стар Лайн». Конечно, это сделало его серьёзным конкурентом в будущем, и это была не единственная угроза престижу «Уайт Стар Лайн». Немецкая судоходная компания «HAPAG» уже начала строить первый собственный суперлайнер – «Император». Все эти три судна имели спроектированное водоизмещение более 50 000 тонн, и было ясно, что «Император» превзойдёт «Олимпик» и «Титаник».
Но это не было неожиданностью для «Уайт Стар Лайн». Зная о жёстком соревновании, они предвидели эту ситуацию и приняли необходимые меры. На впоследствии ставшем известным званом обеде дома у лорда Пирри говорилось, что лайнеров класса «Олимпик» будет 3: «Олимпик», «Титаник» и «Гигантик».
Два первых лайнера были построены рядом на верфях «Харланд и Вольф» в Белфасте. Третий лайнер (имевший кодовое название «изделие № 433») должен был строиться на месте «Олимпика». 23 ноября 1911 года это место было освобождено, а 30 ноября был заложен киль изделия № 433.
Вскоре после введения «Олимпика» в эксплуатацию выявились некоторые недочёты в его конструкции, которые и были устранены на «Титанике». Это сделало «Титаник» немного больше и роскошнее, чем «Олимпик». И теперь, когда началось строительство третьего и последнего судна класса «Олимпик», оно должно было объединить в себе все достоинства своих предшественников и не иметь их недостатков. Но самые обширные изменения к проекту нового судна ждали его в будущем.
14 апреля 1912 года «Титаник» столкнулся с айсбергом во время первого плавания и затонул за 2 часа 40 минут. Погибло более, чем 1500 человек. Мир был потрясён. Оказалось, что правила безопасности для судов безнадёжно устарели и требуют немедленных изменений. «Олимпик» был срочно отослан в Белфаст для изменений в его проекте и установки дополнительных спасательных шлюпок. 2 апреля 1913 года, после пяти месяцев работ, «Олимпик» вернулся к службе на северной Атлантике.
Строительство третьего судна было решено приостановить. Инженеры начали делать изменения в проекте. Поскольку строительство было на ранней стадии, новые требования безопасности были воплощены достаточно легко. В итоге «Британник» стал весьма отличаться от двух его братьев. Переборки проходили и через пассажирские помещения. Была добавлена дополнительная переборка в электрическом машинном отделении, таким образом, судно делилось на семнадцать водонепроницаемых отсеков, а не шестнадцать. Это, в теории, делало его «самым непотопляемым» судном, способным выжить с шестью затопленными передними отсеками. Были сконструированы двойные борты в местах, где были котельные. На корме строящегося судна перекрыли колодец между надстройкой и ютом. Таким образом, палуба «Британника» теперь была целой и прерывалась только на носу.
Визуально самой поразительной новой особенностью были спасательные шлюпки. Вместо того, чтобы добавить лодки по длине шлюпочной палубы, по две на одну пару шлюпбалок, «Харланд энд Вольф» решили установить 8 пар шлюпбалок-кранов, намного бо́льших, чем шлюпбалки на «Титанике» и «Олимпике». Каждая была способна держать до 6 шлюпок, и всего позволили бы «Британнику» нести 48 спасательных шлюпок, 2 из которых будут оснащены собственными двигателями и телеграфом. Выглядело это менее эстетично, но на деле это было (как показала практика 21 ноября 1916 года) довольно эффективно.
Спасательные шлюпки были также установлены на корме судна друг над другом.
В качестве меры предосторожности была добавлена и пневматическая почта от мостика до радиорубки.
Работа над «Британником» продолжалась в течение 1912 года, но медленнее, чем ожидалось. Спуск был отсрочен несколько раз, и только 26 февраля 1914 года «Британник» был спущен на воду. В соответствии с традицией «Уайт Стар Лайн», не было церемонии разбивания бутылки шампанского о борт корабля.
В течение следующих 6 месяцев «Британник» медленно начал обретать форму самого большого и роскошного океанского лайнера Великобритании. Но работа шла медленно, так как «Харланд и Вольф» имели финансовые проблемы. И в августе 1914 года случилось то, что изменило судьбу «Британника»: началась Первая мировая война.

## Военная служба
Начавшаяся война сильно повлияла на судостроительную промышленность. Верфям, имевшим контракты с Адмиралтейством, уделяли самое пристальное внимание, им доставалась и большая часть доступного сырья. Адмиралтейство ничего не заказывало «Харланд и Вольф», фирма продолжала выполнение своих гражданских контрактов, но значительно медленнее. К сентябрю «Британник» был помещён в сухой док для установки винтов. Порт Саутгемптона был реквизирован вооружёнными силами для использования его в качестве основной отправной точки для отправки войск во Францию. «Уайт Стар Лайн» была вынуждена перенести свой порт приписки обратно в «Ливерпуль. Кроме того, многие из судов компании были реквизированы Адмиралтейством. Океаник», «Селтик», «Седрик» и «Тевтоник» были переоборудованы в коммерческие крейсеры, а «Мегантик» и «Лаурентик» служили как военные транспорты. Большие «Британник» и «Олимпик» были поставлены на прикол до возникновения необходимости. 3 ноября «Олимпик» прибыл в Белфаст, где он провёл следующие 10 месяцев вместе со своим младшим «братом».
1 сентября 1915 года «Олимпик» был реквизирован как военный транспорт, а «Британник» всё ещё стоял незаконченным в Белфасте.
К этому времени война, которая должна была закончиться к Рождеству 1914 года, вышла из-под контроля. В Средиземноморье количество жертв увеличивалось, главным образом, из-за Дарданелльской кампании. Кунардеры «Аквитания» и «Мавритания» уже служили госпитальными судами, но их требовалось больше, и 13 ноября 1915 года «Британник» был реквизирован Адмиралтейством как госпитальное судно.
Работы по преобразованию незаконченного лайнера шли полным ходом. Каюты на верхних палубах были превращены в палаты, поскольку пациенты должны были быть как можно ближе к шлюпочной палубе. Обеденный зал и гостиная пассажиров 1-го класса были переоборудованы в операционные и главную палату из-за их центральных местоположений. Хирурги, доктора и медсёстры жили бы в каютах на палубе B, чтобы они были всё время близко к пациентам. Когда закончилось преобразование в госпитальное судно, на «Британнике» могло поместиться 3309 пациентов, только «Аквитания» могла вместить больше — 4182 человека.

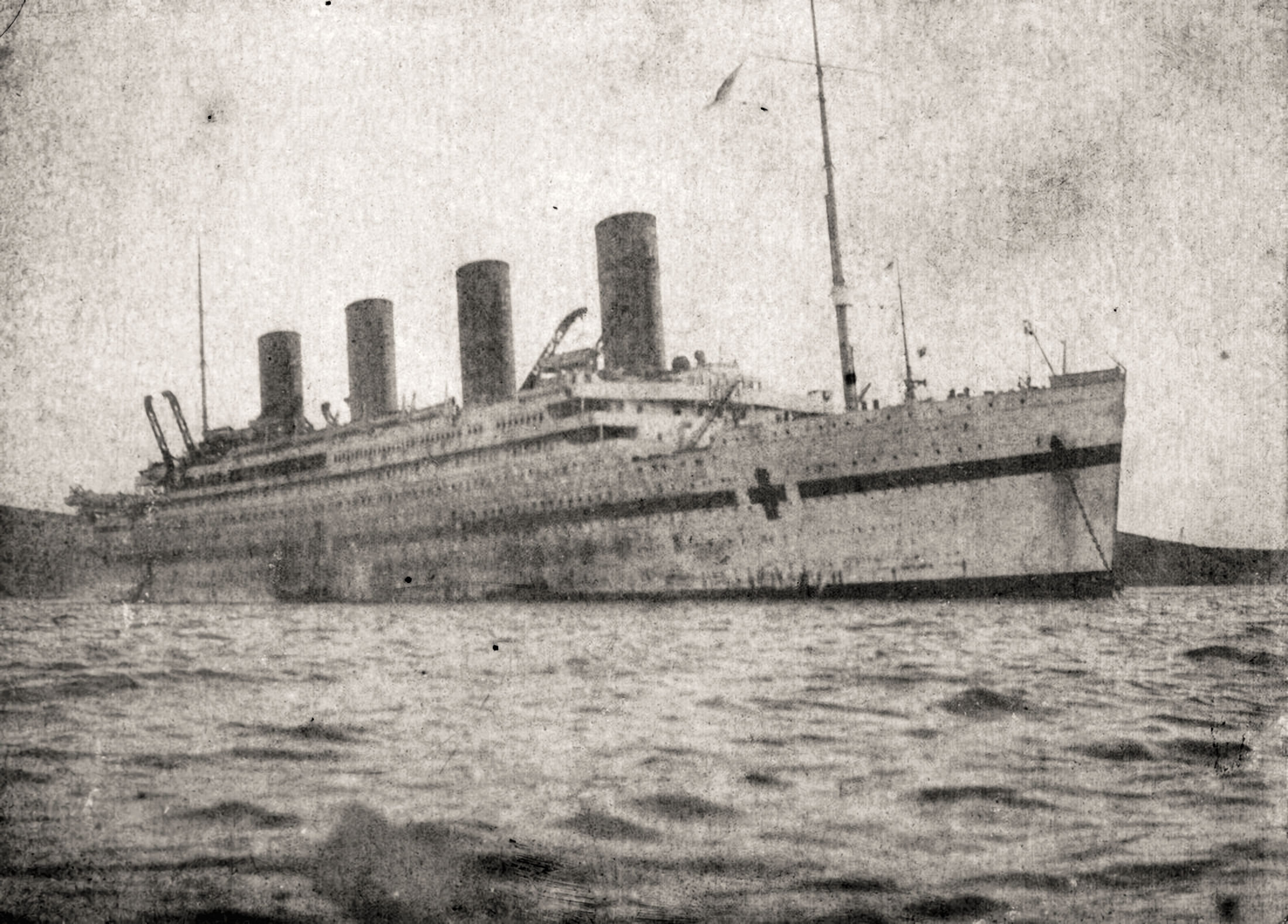
Британник в порте Мудрос

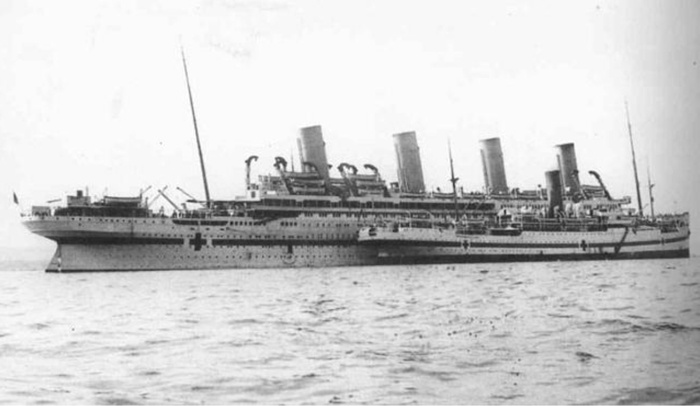
ГСЕВ Британник и ГСЕВ Галека

Внешне не всё пошло так, как было запланировано. Не было времени, чтобы оснастить корабль шлюпбалками-кранами. Поэтому было установлено 5 пар шлюпбалок-кранов и 6 стандартных пар, которые не могли держать больше 2 шлюпок, так что было установлено меньшее количество шлюпок.
Судно было окрашено в международные цвета госпитального судна: белый борт, зелёная полоса вдоль корпуса, прерываемая в трёх местах на каждом борту красными крестами. Трубы были окрашены в горчичный цвет, похожие трубы были у «Уайт Стар Лайн», но без чёрной верхушки. Эти цвета гарантировали судну статус неприкосновенного для всех военных судов согласно Женевскому Соглашению. 14 декабря 1915 года капитану Чарльзу Бартлетту дали под командование «Госпитальное судно Его Величества Британник» под номером G618. К Рождеству он был готов к первому плаванию.
23 декабря «Британник» отправился в первое плавание, направляясь в порт Мудрос на греческом острове Лемнос. Через 5 дней он достиг Неаполя, единственного порта для взятия угля и воды перед Мудросом. Достигнув Мудрос в Канун Нового года, он начал приём раненных на борт, что заняло 4 дня.
9 января «Британник» прибыл в Саутгемптон и начал высаживать пациентов. Было сделано ещё 2 рейса, но к весне 1916 года ситуация в Средиземноморье успокоилась, и суперлайнеры пока не требовались. «Британник» был поставлен на прикол в Саутгемптоне 12 апреля 1916 года и стоял без дела в течение следующих 5 недель. Тогда из-за финансовых проблем, испытанных военными, было решено, что «Британник» будет возвращён к коммерческому обслуживанию «Уайт Стар Лайн». 18 мая он прибыл в Белфаст и 6 июня был освобождён от правительственного обслуживания. Но к сентябрю 1916 года ещё раз усилилось наступление в Средиземноморье, и большие плавучие госпитали опять стали востребованы.

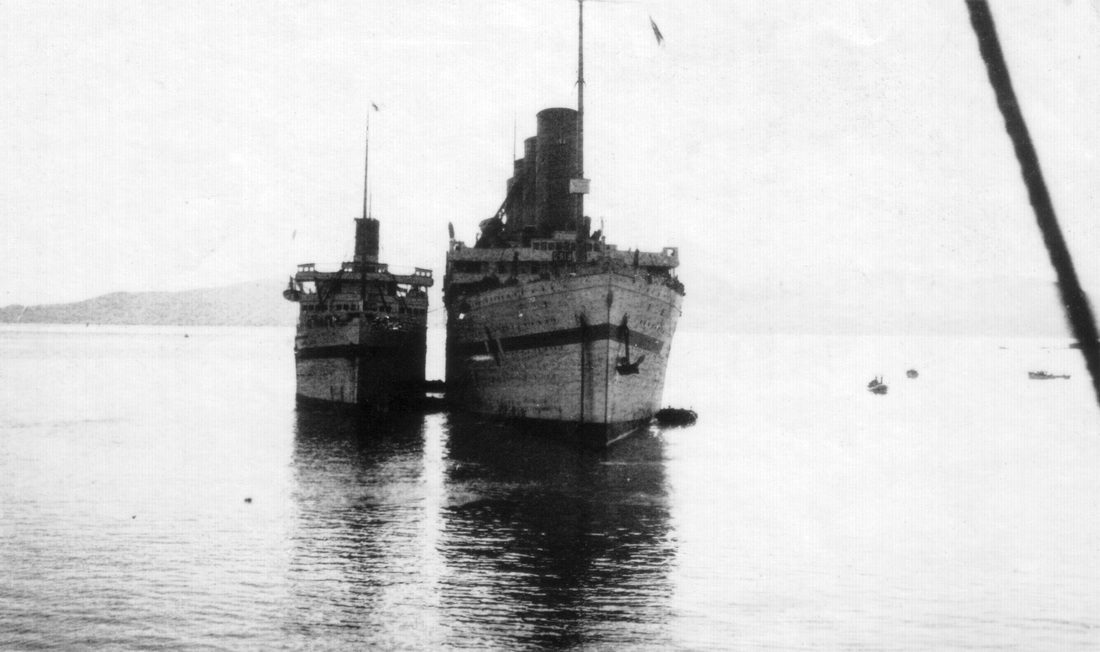
ГСЕВ Британник и ГСЕВ Галека в Мудросе,Октябрь 1916.

## Гибель
4 сентября 1916 года капитану Бартлетту вновь дали под командование «Британник», и 24 сентября он был на пути в Средиземное море в четвёртый раз. Пятый рейс был совершён между 20 октября и 6 ноября, но ситуация в Средиземноморье требовала, чтобы он вернулся туда практически незамедлительно. 12 ноября 1916 года в 14:23 он отправился в шестой и последний раз в Мудрос.
28 октября немецкая подлодка U-33 под командованием Густава Зисса поставила мины в проливе Кея (Кеос) — между островами Кея и Макронисос. Утром 21 ноября «Британник» приближался к этим водам на скорости в 20 узлов.
В 8:12 утра судно, напоровшись на мину, сотряслось от взрыва в носовой части с правого борта. Образовалась большая пробоина около угольного бункера. Майор Гарольд Пристлай немедленно принял командование и приказал медсёстрам продолжать завтрак, так как капитан не давал приказа покинуть судно. Мало кто считал, что ситуация очень серьёзна, и некоторые шутили, что судно протаранило подлодку. Тем временем капитан Бартлетт думал, как спасти судно, ведь оно уже кренилось на правый борт и погружалось носом в воду. Взрыв разрушил переборку у форпика, и, кроме того, повредил коридор для кочегаров, проходящий вдоль киля через носовые отсеки вплоть до котельной, – таким образом, вода могла проникнуть в котельные. С затопленными 4 передними отсеками «Британник» все ещё мог оставаться на плаву, но двери в переборке между котельными №5 и №6 не смогли закрыться, позволяя воде проходить дальше. По правому борту были открыты иллюминаторы для проветривания кают, теперь через них поступала вода.
Капитан Бартлетт принял решение попробовать выбросить судно на мель у близлежащего острова Кея, находящегося в 7 милях (12,6 км) с правого борта корабля. Вскоре рулевой механизм перестал работать, и капитан Бартлетт решил компенсировать заклинивший руль, отключив правый двигатель. 
Помощь была в пути, сигналы бедствия были приняты несколькими судами, среди них были британский корабль «Скоурдж», вспомогательный крейсер «Героик» и британский корабль «Фоксхоунд». Было несколько случаев паники: группа кочегаров стала спускать шлюпку без разрешения. Так как судно всё ещё двигалось, команда отказалась спустить лодки, пока судно не остановится. Несмотря на эту предосторожность, произошёл несчастный случай – 2 лодки были спущены на воду до остановки корабля и затянуты вращающимся гребным винтом, под которым погиб 21 человек. Ещё 6 человек погибло от стремительно прибывающей воды.

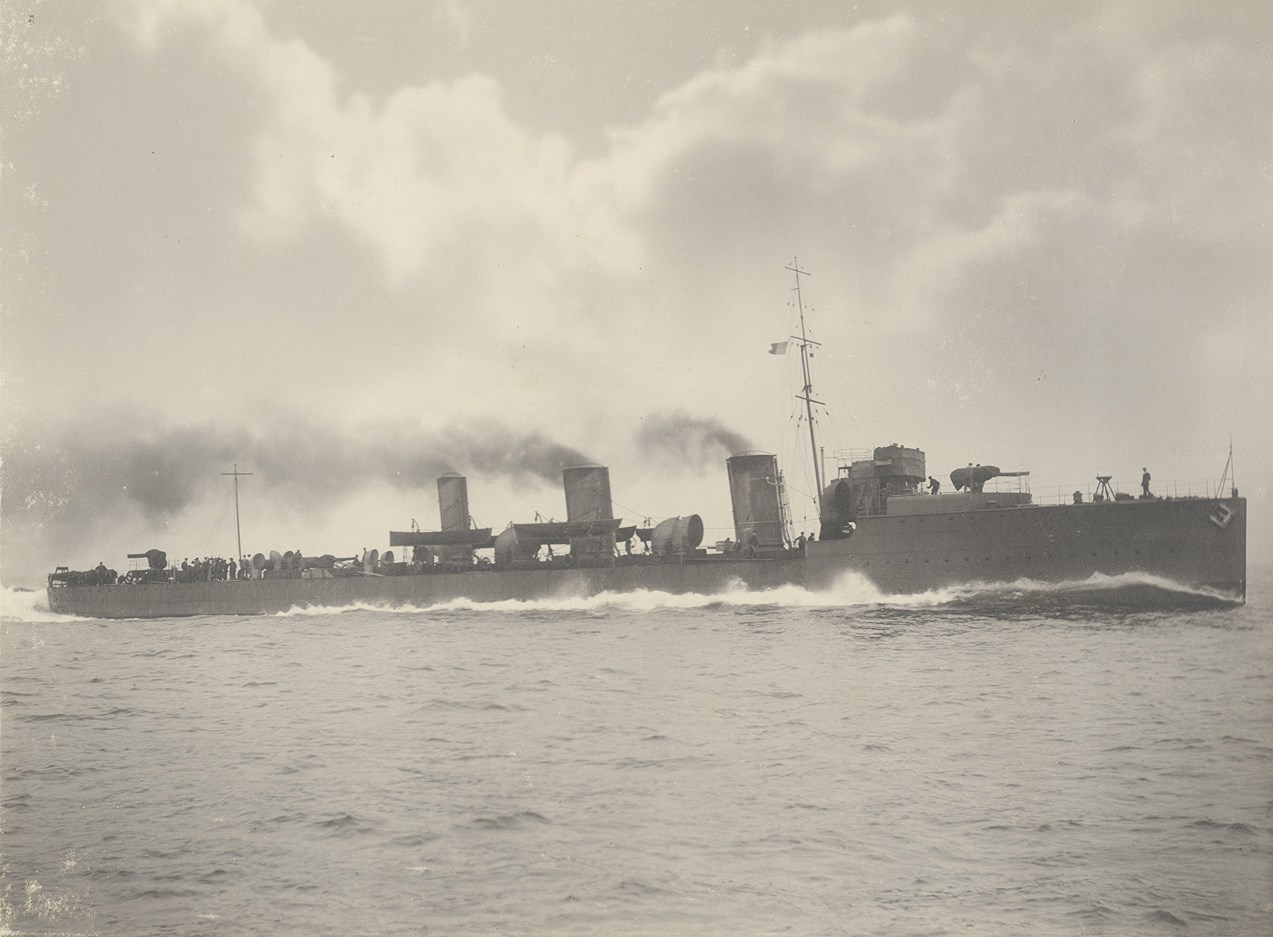
Скоурдж идет на помощь Британнику

Вскоре капитан отказался от идеи выбросить судно на мель, так как в движущееся судно вода попадала быстрее. Первостепенным вопросом была эвакуация. Капитан приказал остановить двигатели. Корабль остановился в 4 милях от Кея, и началась эвакуация. Капитан дал приказ спустить на воду шлюпки. Тем временем вода заполнила весь нос корабля и поднималась к верхней палубе.
Некоторые шлюпки, в основном запасные, пассажиры спускали самостоятельно. Некоторые шлюпки упали в воду пустыми. Благодаря этому люди смогли забраться в них после полного погружения судна под воду и выжить.

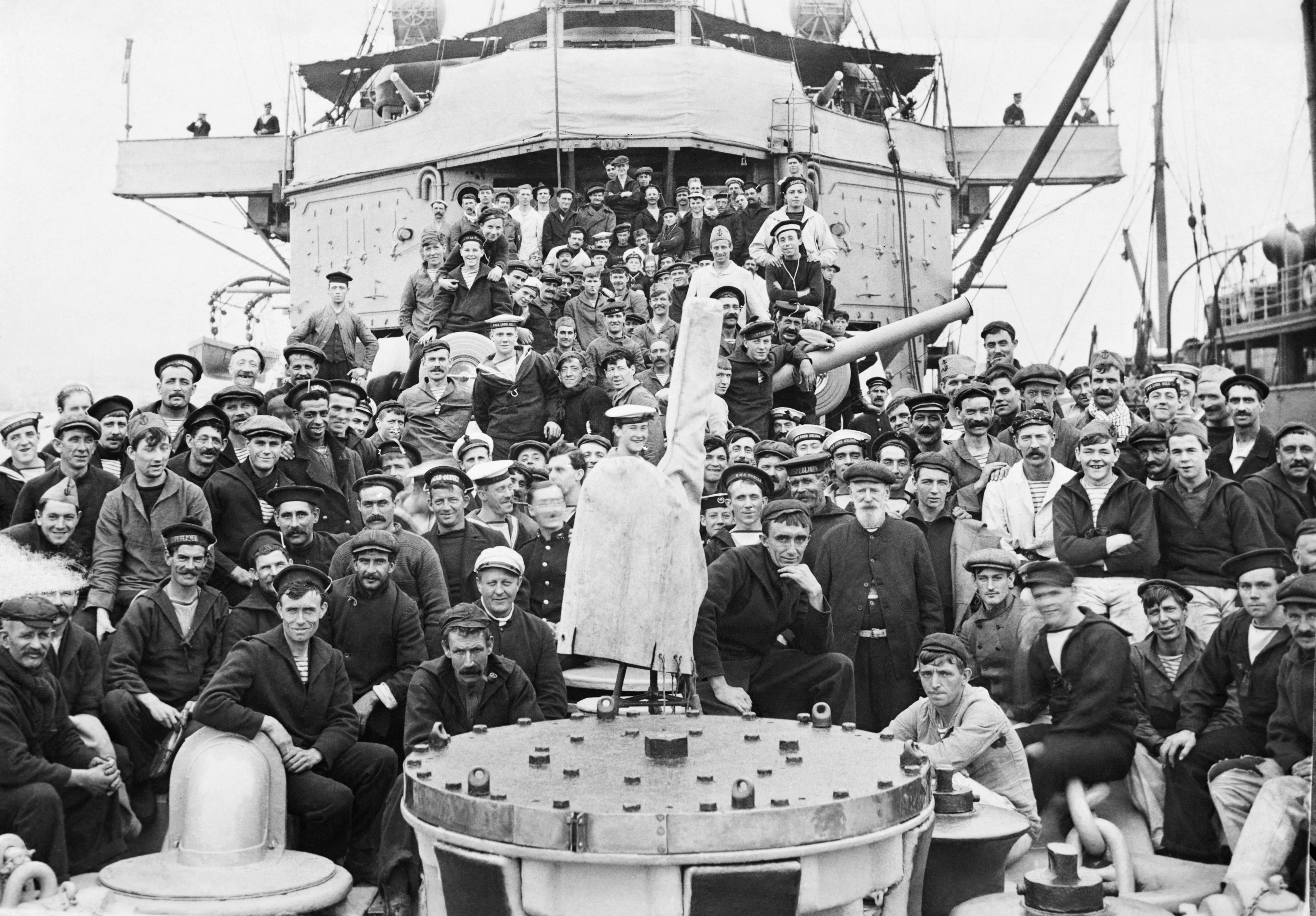
Выжившие Британника на Скоурдже

После того, как вода затопила капитанский мостик, экипаж эвакуировался на палубу. Вскоре тросы у первой трубы оборвались, и она упала, погубив 2 человек. Через некоторое время упала вторая труба. К этому времени большинство людей уже уплыло на лодках подальше от места крушения. В 8:58 упала третья труба, и корабль начал стремительно крениться. В 9:05 упала последняя труба. Оставшиеся на борту люди упали с корабля из-за сильного наклона палубы.
В 9:07 судно полностью легло на правый борт и затонуло. Люди заняли пустые шлюпки и забрались на обломки в ожидании помощи. Всего после взрыва прошло 55 минут. Капитан Бартлетт, как и некоторые члены экипажа, которые оказались в воде, подплыл к шлюпке, и его вытащили. К 10:00 корабль «Скоурдж» достиг места крушения, начал подбирать оставшихся в живых и доставил их на остров Кея.
Всего спаслось 1036 человек, а погибло — 30. В числе первых были медсестра Вайолет Джессоп и кочегар Артур Джон Прист, пережившие до этого крушение «Титаника».
При крушении «Британника» почти все люди выжили. Одной из причин такого исхода стали спасательные шлюпки, которых на лайнере было около 40 шт., суммарной вместимостью около 2 000 человек — больше числа людей, находящихся на судне. Другой причиной является чёткость эвакуации и почти полное отсутствие паники. В отличие от «Титаника», 20 шлюпок которого спускали 2 часа, 30 шлюпок «Британника» спустили за полчаса, главным образом за счёт более совершенной конструкции шлюпбалок. Кроме того, на «Титанике» первыми в лодки сажали женщин и детей, поэтому мужчины нередко бунтовали и отвлекали экипаж, да и пассажиров там было 2000. На «Британнике» это правило не осуществляли, и эвакуация прошла успешно. Кроме того, температура воды в море в тот день, в отличие от «Титаника», превышала 20°C, что позволило выжить людям, оказавшимся в воде.

## После крушения
После крушения возникло большое число вопросов, которые остались без ответа. Прежде всего: как мог «Британник», который был безопаснее, чем «Титаник», тонувший 2 часа 40 минут, уйти на дно всего за 55 минут? Были и дебаты о том, вёз ли корабль оружие, но Адмиралтейство это отрицало. И действительно ли это была мина — или это была торпеда?
Первым человеком, который начал искать ответы, был Жак-Ив Кусто. В сотрудничестве с Историческим Музеем «Титаника» он 3 декабря 1975 года нашёл место, где лежал «Британник», но не там, где его отмечало Адмиралтейство. В следующем году Кусто вернулся к участку для более детального изучения места гибели. Но, используя довольно плохое оборудование того времени, Кусто не смог получить ясной картины. Во время проведения экспедиции Кусто также встречался с несколькими оставшимися в живых членами экипажа корабля. В 1976 году Кусто, основываясь на исследованиях повреждений корпуса, высказал мнение, что корабль был затоплен миной, оставленной подводной лодкой U-73, позже был обнаружен бортовой журнал (Подводная одиссея команды Кусто. Часть 2. - Серия 38 - Загадка Британика).
Корпус «Британника» покоится в точке с координатами 37°42′05″ с. ш. 24°17′02″ в. д. на глубине 122 м. Эта глубина доступна опытным дайверам, но статус судна как военной братской могилы требует специального разрешения на такие подводные экспедиции от английского и греческого правительств.

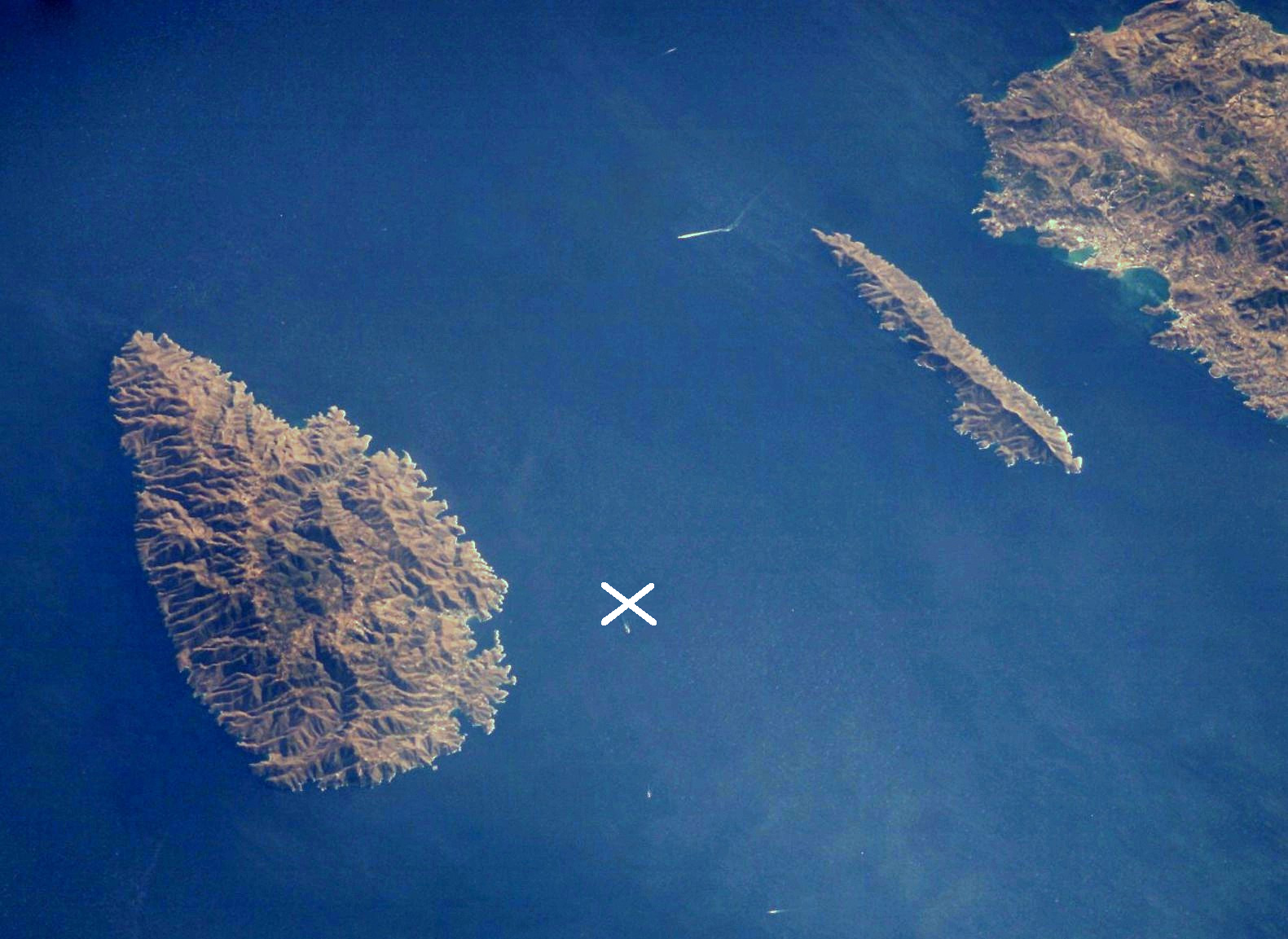
Место, где затонул Британник

На дне судно лежит на правом борту, скрывая зону пробоины. Нос сильно деформирован и лишь частично остался соединённым с остальным корпусом. Это результат взрыва, который нарушил целостность киля между носовыми переборками 2 и 3, а также сильного удара судна о морское дно. Пассажирская надстройка в целом оказалась неповреждённой. Трюмы были найдены пустыми.
В середине 1995 года доктор Роберт Баллард, самый известный исследователь морских глубин, обнаруживший «Титаник» и «Бисмарк», изучил место кораблекрушения, используя усовершенствованный гидролокатор со сканированием. Изображения были получены с помощью дистанционно управляемых роботов, однако пробоина в корпусе судна исследована не была.
Затем исследовательские экспедиции проводились в ноябре 1997 года, сентябре 1998 года и в 1999 году. Было отснято много фото- и видеоматериалов внутренних помещений и внешнего облика судна. Эти экспедиции вызвали большой интерес у публики, их результаты публиковались в National Geographic и TIME.
В сентябре 2003 года была организована ещё одна подводная экспедиция. Её особенностью стало то, что все водолазы были оснащены ребризёрами. Это позволило проникнуть вглубь интерьеров судна. Один из дайверов, Ривер Стивенсон, обнаружил, что открыты несколько водонепроницаемых дверей. Также сонаром были прощупаны окружающее дно и носовые трюмы. Это позволило обнаружить засыпанные песком и ржавчиной остатки минного якоря и его цепи.
Это открытие позволило подтвердить версию о том, что «Британник» затонул от столкновения с морской миной. Это же позволило подтвердить записи немецкой подводной лодки U-33, наблюдавшей за кораблекрушением.
В 2006 году экспедиция, финансируемая и снятая телевизионным каналом «History Channel», собрала 14 опытных ныряльщиков, чтобы помочь определить, что же точно вызвало столь быстрое потопление «Британника». После подготовки и инструктажа ныряльщики прибыли на место крушения 17 сентября 2006 года. Экспедиция вышла неудачной, так как внутри судна было много донных отложений, что вызвало серьёзное ухудшение видимости, 2 ныряльщика едва не погибли, заблудившись в коридорах судна во время попытки проникнуть в котельное отделение, так как, по словам дайвера Джона Четерртона, проход к 5-й котельной загородила тачка. Также помехой было то обстоятельство, что фотографирование внутри судна являлось нарушением разрешения на проведение исследовательских работ, выданного министерством культуры Греции[прояснить]. Тем не менее, несмотря на провал основной миссии, было собрано много важных данных и исследовательских материалов. Также было подтверждено, что внутри судно сильно отличалось конструктивно от своего собрата «Титаника».
Следующая экспедиция состоялась в 2012 году, водолазы закрепили на корпусе судна научное оборудование, позволяющее следить и подсчитывать, как бактерии поглощают железный корпус в данном районе кораблекрушения, и сравнить с «Титаником», лежащим более 110 лет почти на 4-километровой глубине.

## В произведениях искусства
- В 1977 году была представлена 38 серия "Загадка "Британника" из документального цикла "Подводная одиссея команды Кусто. Часть 2".[2]
- В 2000 году вышел фильм «Британик», основанный на последнем рейсе госпитального судна «Британник». Режиссёр Брайан Тренчард-Смит.
- 5 декабря 2016 года на канале BBC2 вышел документальный фильм «Трагедия близнеца „Титаника“ — крушение „Британника“».
- В рассказе Агаты Кристи об Эркюле Пуаро «Ограбление в миллион долларов» упоминается лайнер «Гигантик», обладающий «Голубой лентой Атлантики».